# Cleistocactus baumannii
Cleistocactus baumannii är en kaktusväxtart som först beskrevs av Lem., och fick sitt nu gällande namn av Lem.. Cleistocactus baumannii ingår i släktet Cleistocactus, och familjen kaktusväxter.

## Underarter
Arten delas in i följande underarter:
- C. b. baumannii
- C. b. horstii
- C. b. santacruzensis

## Bildgalleri

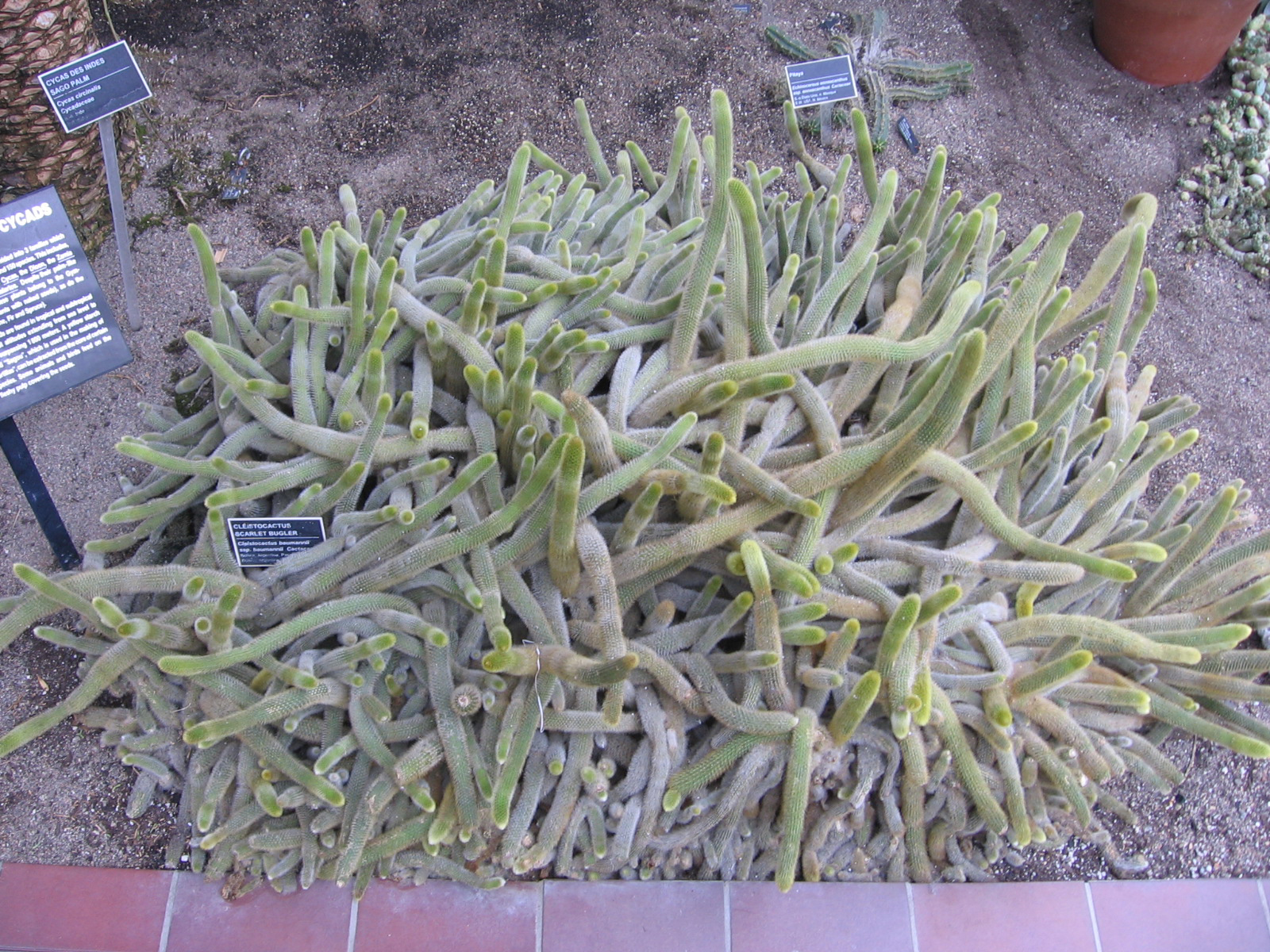
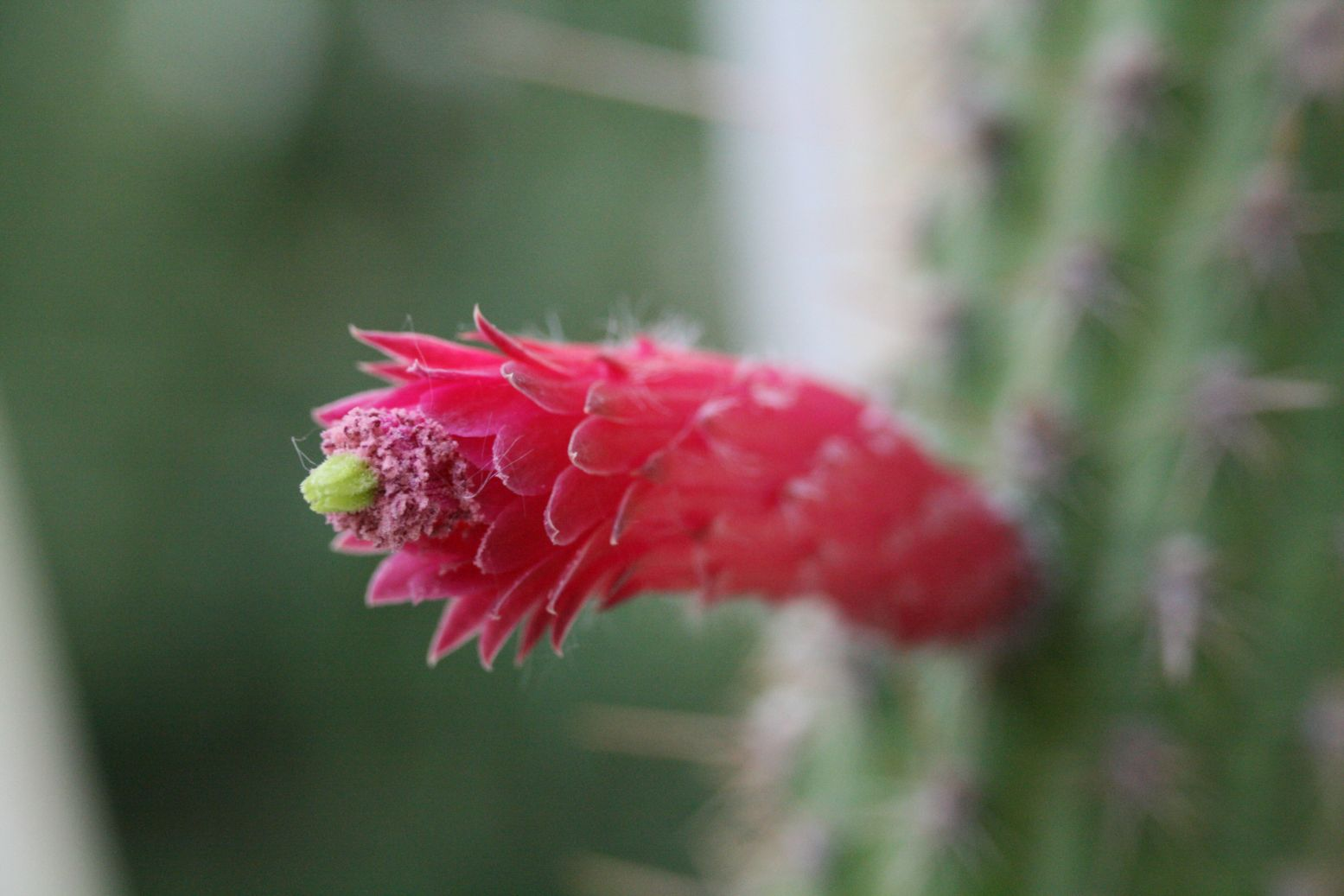
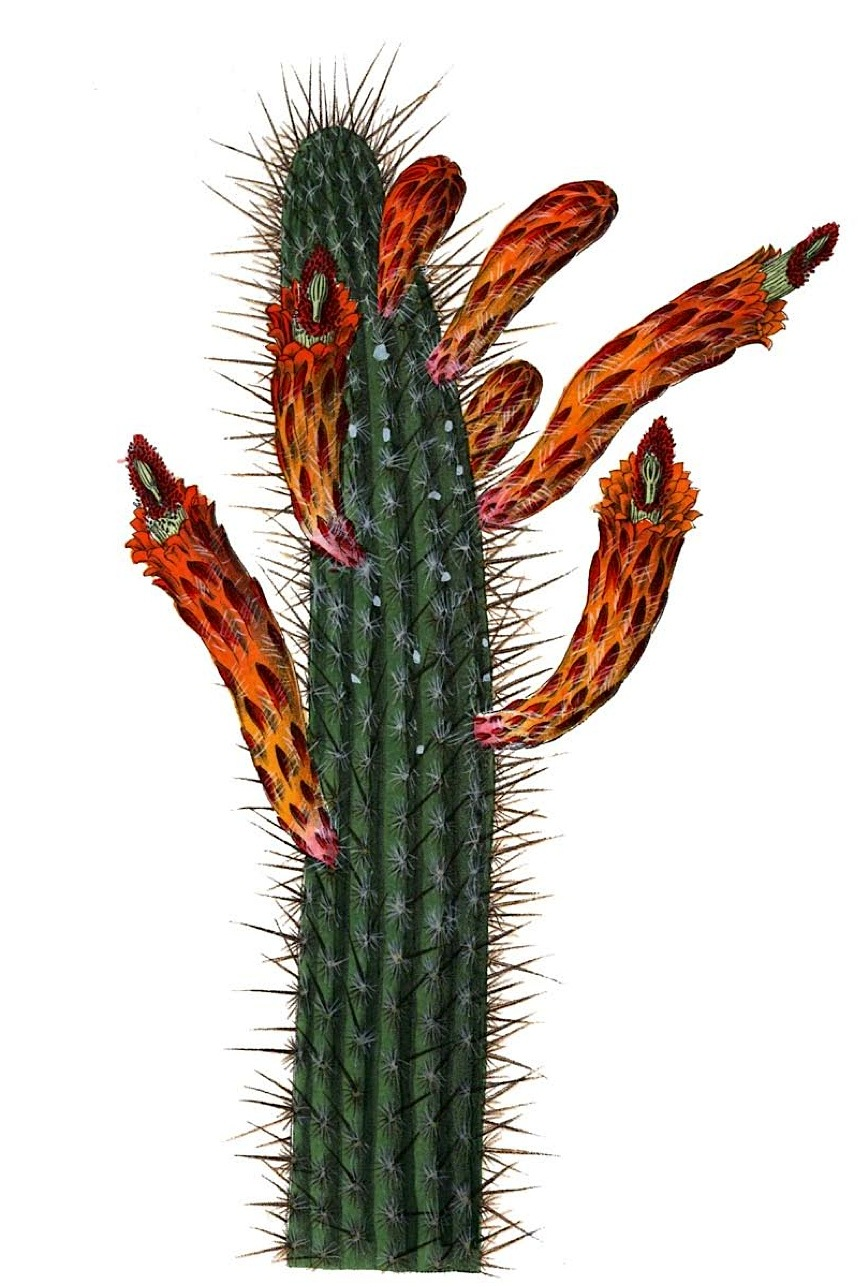
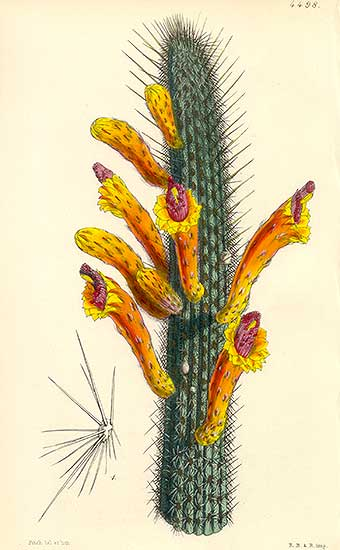
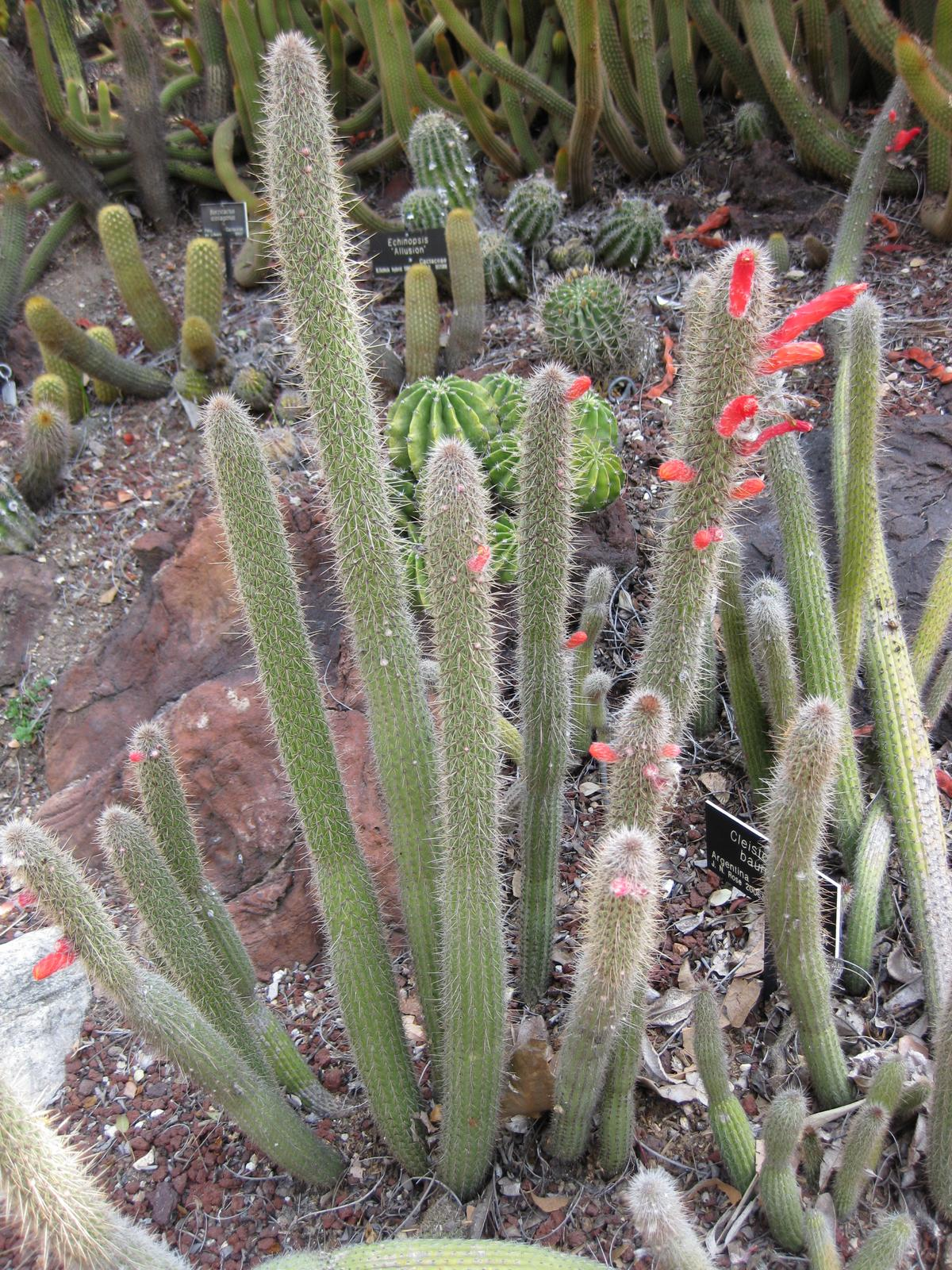
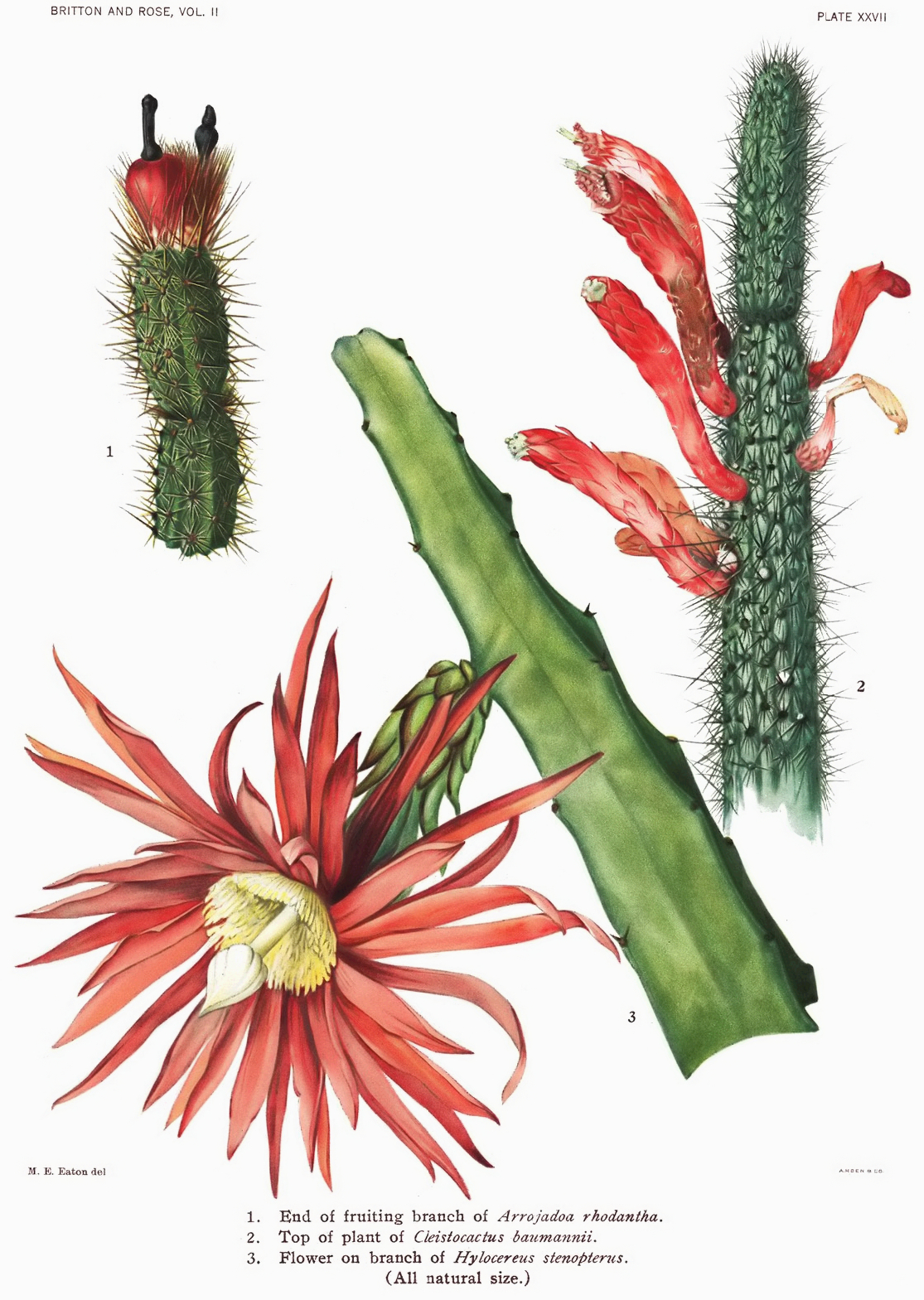